# Tara Palmer-Tomkinson
Pour les articles homonymes, voir Palmer.
Tara Palmer-Tomkinson (née le 23 décembre 1971 à Dummer en Angleterre et morte le 8 février 2017 à South Kensington), aussi appelée T P-T, est une personnalité mondaine britannique, « it girl », animatrice de télévision et rédactrice.

## Biographie
Tara Palmer-Tomkinson est née à Basingstoke, dans le comté de Hampshire, le 23 décembre 1971. Elle est la fille de Charles Palmer-Tomkinson, ancien skieur de haut-niveau. Sa mère Patricia (née Dawson) et lui avaient pour habitude de partir aux sports d'hiver avec le prince Charles et la princesse Diana.
Tara Palmer-Tomkinson devient une personnalité incontournable de la jetset britannique dans les années 1990. Ses activités ont été couvertes par les tabloïds britanniques, et du milieu à la fin des années 1990, elle écrivait une rubrique hebdomadaire Sunday Times.
Elle a par la suite contribué aux The Spectator, The Mail on Sunday, GQ, Eve, Harpers and Queen, Tatler, Instyle et sporadiquement The Observer.
Tara Palmer-Tomkinson est apparue dans de nombreux shows télévisés, dont le programme de téléréalité I'm a Celebrity...Get Me Out of Here! (Je suis une Célébrité... Sortez-moi de Là !) en 2002.
Elle décède d'un ulcère perforé et d'une péritonite le 8 février 2017.